# مستقبلي
المستقبلي Futurist أو عالم المستقبليات Futurologists هو الشخص الذي يتوقع المستقبل.

## التعريف
يُستخدم مصطلح 'المستقبلي' عادةً لوصف المؤلفين، والاستشاريين، وقادة المنظمات الذين يعملون في دراسة التخصصات المتداخلة ودراسة التفكير النُظُمِي لتقديم الاستشارات للمنظمات الخاصة والعامة حول بعض المسائل في الاتجاهات العالمية المتنوعة، والسيناريوهات المحتملة، وفرص الدول الناشئة، وإدارة المخاطر.

## علم المستقبل
علم المستقبل أو «الدراسات المستقبلية» هو علم يختص بـ «المحتمل» و«الممكن» و«المفضل» من المستقبل، بجانب الأشياء ذات الاحتماليات القليلة لكن ذات التأثيرات الكبيرة التي يمكن أن تصاحب حدوثها. حتى مع الأحداث المتوقعة ذات الاحتماليات العالية، مثل انخفاض تكاليف الاتصالات، أو تضخم الإنترنت، أو زيادة نسبة شريحة المعمرين ببلاد معينة، فإنه دائما ما تتواجد احتمالية «لا يقين» (بالإنجليزية: Uncertainty)‏ كبيرة ولا يجب أن يستهان بها. لذلك فإن المفتاح الأساسي لاستشراف المستقبل هو تحديد وتقليص عنصر «اللا يقين» لأنه يمثل مخاطرة علمية. باختصار، المفتاح الرئيسي لعلم المستقبل هو دراسة اللايقين وطرق الإدارة.

## أشهر المستقبليين
- ميتشيو كاكو
- ستيفن هوكينغ [2][3]
- آرثر سي كلارك
- المهدي المنجرة
- نيكولا تيسلا
- والت ديزني

## وصلات خارجية
- Futurist (ASF definition) Twelve developmental types of futures thinking.